# Habronyx neomexicanus
Habronyx neomexicanus là một loài tò vò trong họ Ichneumonidae.